# Ватерполо репрезентација Шведске
Ватерполо репрезентација Шведске представља Шведску на међународним ватерполо такмичењима и под контролом је Пливачког савеза Шведске (Svenska Simförbundet). 
Шведска је до 50-их година 20. века била једна од водећих ватерполо репрезентација у свету, а у том периоду је освојила једну сребрну и две бронзане медаље на олимпијским играма и три сребрне на европским првенствима, али од тада није имала већих успеха.

## Резултати на међународним такмичењима

### Олимпијске игре
- 1900: Није се квалификовала
- 1904: Није учествовала
- 1908:  3. место
- 1912:  2. место
- 1920:  3. место
- 1924: 4. место
- 1928 - 1932: Није се квалификовала
- 1936: 7. место
- 1948: 5. место
- 1952: 9. место
- 1956 - 1976: Није се квалификовала
- 1980: 11. место
- 1984 - 2012: Није се квалификовала

### Европско првенство
| - 1926: 2. место - 1927: 4. место - 1931: Није се квалификовала - 1934: 4. место - 1938: Није се квалификовала - 1947: 2. место - 1950: 2. место | - 1954 - 1958: Није се квалификовала - 1962: 9. место - 1966: 9. место - 1970: 9. место - 1974 - 1987: Није се квалификовала - 1989: 16. место - 1991 - 2012: Није се квалификовала |